# Max-Henri Béguin
Pour les articles homonymes, voir Béguin.
Max-Henri Béguin, né le 5 avril 1918 à La Chaux-de-Fonds et mort le 2 février 2000 à La Chaux-de-Fonds, est un pédiatre et un pacifiste suisse.

## Famille
Max-Henri est le fils de William Béguin, professeur de mathématiques devenu directeur des écoles de La Chaux-de-Fonds, et de Louisa Henriette née Rosat.

## Le médecin
Max-Henri Béguin fait des études de médecine à Neuchâtel, Zurich et Lausanne, puis effectue après son diplôme un stage à l'hôpital des enfants (Kinderspital) de Berne. Il obtient son doctorat à l'université de Berne en 1948. Il travaille dès 1950 à l'hôpital pour enfants de Bâle, participant notamment à des recherches sur la carie dentaire. Dès 1953, il pratique à La Chaux-de-Fonds dans son cabinet de pédiatre. Sa pratique de médecin inclut des conseils concernant une « alimentation complète » (de l'allemand Vollwerternährung, concept introduit par Werner Kollath (1892-1970) et basé sur des aliments frais et non transformés, des céréales complètes).
Dans un hommage publié en 2006, le Dr Yves Gauthier explique que conformément aux observations du Dr Weston Price que Béguin avait étudié, Max Henri Béguin « avait pu vérifier qu’en Suisse, les caries étaient apparues quelque dix, quinze ou vingt années après l’ouverture de routes et voies ferrées, sortant ainsi les vallées de leur isolement. Il put également vérifier une diminution de 50 % des caries dentaires entre 1939 et 1945, pendant la période de rationnement, mettant ainsi en évidence la baisse simultanée des caries et de la consommation de produits raffinés ».
En décembre 1959, il publie un article contre la vaccination obligatoire des enfants contre la variole.
À la suite d'un voyage en Inde en 1968, il importe en Europe le sucre non-raffiné « Jaggery », afin d'étudier son action sur la carie dentaire,. Après avoir constaté un effet positif, il s'engage dans diverses actions pour la promotion d'édulcorants naturels. Il promeut en particulier le sucre de canne intégral (sous le nom « Sucanat »). En 1980, l'Institut de médecine dentaire de Zurich réfute les thèses avancées par Max-Henri Béguin dans son livre.
Il s’engage aussi pour un pain complet, riche en vitamines et en sels minéraux.

## Le militant

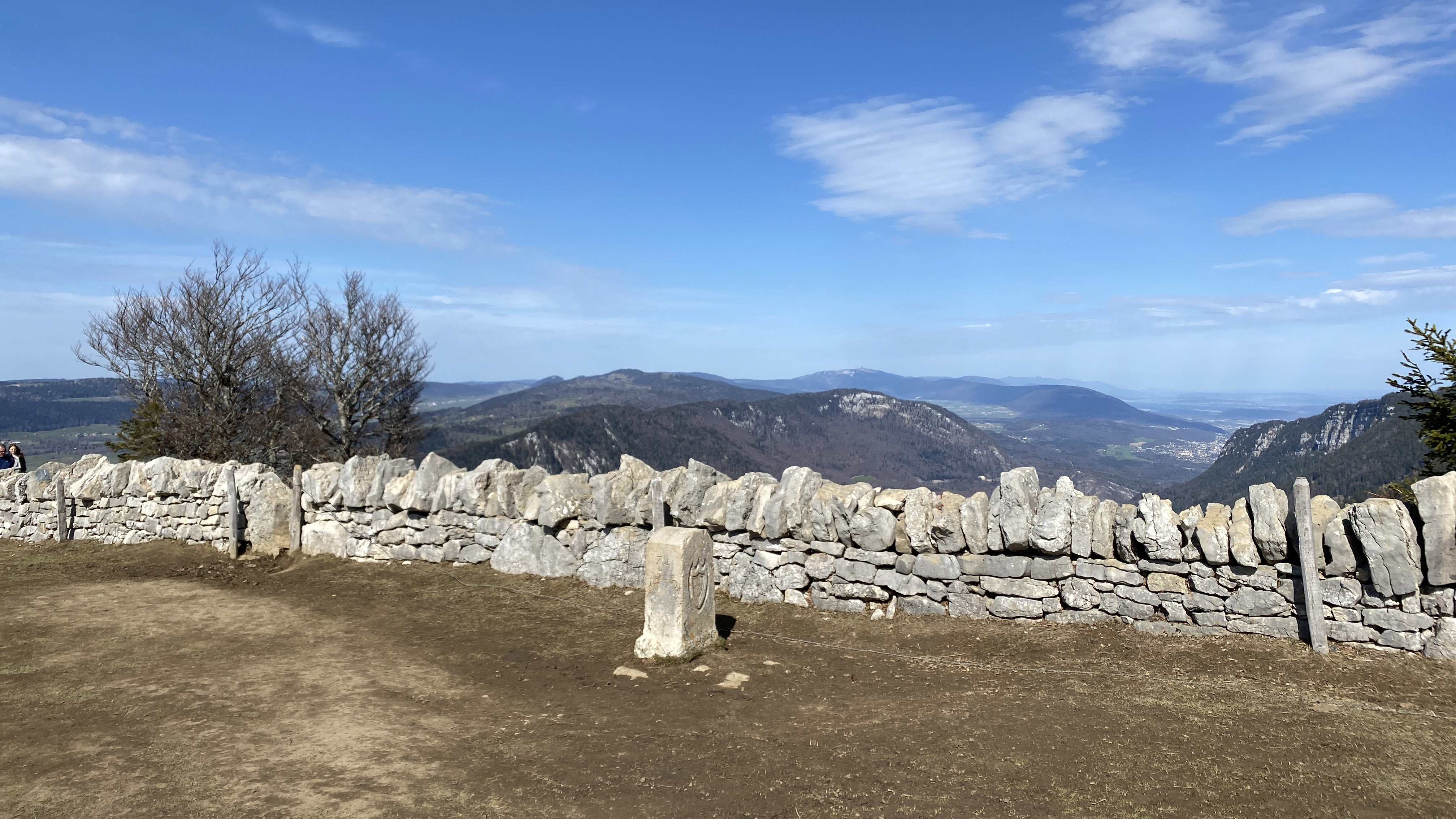
Mur en pierres sèches au Creux-du-Van.

Max-Henri Béguin est un objecteur de conscience, engagé dans les luttes antimilitariste et antinucléaire, puis écologiste. Il objecte dès 1938, et subit une longue peine de prison.
Il dit avoir étudié le Guide de la santé de Gandhi alors qu’il était encore jeune homme. Après la Seconde Guerre mondiale, en 1945-1947, il s’engage en qualité de médecin à Sarrebruck en Allemagne, pour le Service civil international et le Don suisse pour les victimes de la guerre,,.
En 1947, il devient membre, en même temps que son épouse Violette, de la Société religieuse des Amis (quakers). Il participe au mouvement « Conférence chrétienne pour la paix » (Christliche Friedenskonferenz), en particulier à la seconde rencontre internationale de chrétiens pour la paix en 1964 à Prague. Il est aussi espérantiste.
Depuis les années 1970, il s'engage pour la sauvegarde d'un environnement naturel. Il est président de la Ligue neuchâteloise pour la protection de la nature. Il organise avec le Service civil international des camps dans le Jura, au Creux-du-Van où les volontaires reconstruisent les murs en pierres sèches.
En 1974, dans un article sur « la santé des jeunes en relation avec l’époque où nous vivons », il s’insurge contre les stocks d’armes et en particulier l'armement nucléaire. Il affirme alors que « les réserves d’énergie et de matières premières de notre planète sont pillées et gaspillées par notre génération qui pratique la devise : « après moi le déluge » ».
Les amis de Max-Henri Béguin, touchés par son attitude résolue, non-violente et persévérante, par sa force persuasive et son autorité, lui ont donné le surnom de « Lime-douce ».

## Postérité
Une exposition lui est consacrée à la bibliothèque de la ville de La Chaux-de-Fonds, dépositaire de ses archives, de fin novembre 2018 à fin mars 2019,.

## Œuvres
Livres
Concernant la santé dentaire
- Mon enfant aura de bonnes dents, La Chaux-de-Fonds, édition de l'Étoile, 1989  (ISBN 2-940230-02-1)
  - (de) Vollrohrzucker den Zähnen zuliebe, La Chaux-de Fonds, édition de l'Étoile, 1997, trad. Violette Béguin  (ISBN 2-940230-03-X)
- Aliments naturels et dents saines, La Chaux-de-Fonds, édition de l'Étoile, 1979, rééd. 1983
  - (de) Natürliche Nahrung - gesunde Zähne, La Chaux-de Fonds, édition de l'Étoile, 1980, trad. Violette Béguin
- De bonnes dents grâce au sucre complet, La Chaux-de-Fonds, édition de l'Étoile, coll. Bulletin des écoles ménagères, 1978
  - (de) Gute Zähne dank vollwertigem Zucker, La Chaux-de-Fonds, édition de l'Étoile, 1978

Thèse de doctorat
- Max-Henri Béguin, La Streptomycine et le « PAS » dans le traitement de la tuberculose chez l'enfant, Bâle, New York, Karger, coll. « Bibliotheca paediatrica » (no 49), 1949

Articles
- (eo) « Satjagraho hodiaŭ aŭ aktualeco de aktiva neperforto », In Éric Descoeudres, Pierre Hirsch, Max-Henri Béguin : Tri prelegoj pri Gandhi kaj satjagraho okaze de la Jubileo Mahatma Gandhi en La Chaux-de-Fonds (Svisio), 23-24 novembre 1968, Laroque-Timbaut, La Juna Penso, 1971 (Texte lu lors d’une conférence en hommage à Gandhi, à l'occasion du 100ème anniversaire de sa naissance, en 1968)

- Max-Henri Béguin, « À La Chaux-de-Fonds : la vie et la mort de nos fermes », Revue neuchâteloise, Neuchâtel, no 39,‎ été 1967, p. 27-38 (lire en ligne)

- Max-Henri Béguin, « Les jeunes devant leur siècle », Éducateur et bulletin corporatif, vol. 111, no 25,‎ 1974, p. 581-583 (lire en ligne, consulté le 29 décembre 2022) Précédé par une biographie de l'auteur, signée L.B.

## Archives
- Fonds : Max-Henri Béguin (1940-2018) [8,7 m linéaires].  Cote : VCH-BVFSP MHB. La Chaux-de-Fonds : Bibliothèque de la Ville de La Chaux-de-Fonds (présentation en ligne).